# Giberto III da Correggio

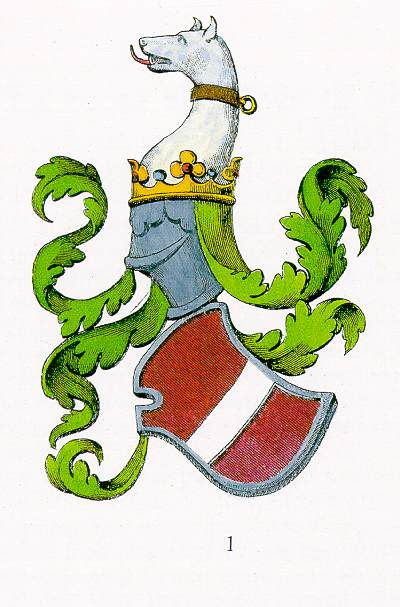
Antico stemma Da Correggio

Giberto III da Correggio, detto "Il Difensore" (... – Castelnovo di Sotto, 26 luglio 1326), fu Signore di Correggio.

## Biografia
Di Giberto III non si conosce né la data né il luogo di nascita esatto, figlio di Guido II da Correggio e di Mabilia della Gente, entrò nella scena politico-militare nell'anno 1303, quando riuscì a riappacificare diverse famiglie di Parma perennemente in lotta tra loro, ed a richiamare in città coloro che ne erano stati espulsi o erano fuggiti, ad eccezione dei Rossi.
In quell'occasione fu acclamato dal popolo ed eletto Signore e difensore della città con l'appellativo de 'Il Difensore'.
Durante la sua reggenza, ottenne per il suo casato, i castelli di Campagnola e di Fabbrico, grazie ai ripetuti successi militari sulle famiglie rivali dei Rossi e degli Este, e ad un'accorta politica di matrimoni. Sempre impegnato nelle guerre locali, Giberto si schierò a fasi alterne a sostegno sia dei guelfi che dei ghibellini, vicino all'imperatore Enrico VII di Lussemburgo durante la cerimonia di Milano del 1311, alleato dei guelfi nelle trattative di pace coi sostenitori dell'Impero pochi anni dopo. Dopo aver sancito la pace con Guglielmo de' Rossi nel 1314 sposandone la figlia Maddalena, venne sopraffatto da una rivolta locale nel 1316, capeggiata sia dagli storici nemici come Rolando de' Rossi, figlio di Guglielmo, che da alcuni suoi famigliari, nella Parma che anni prima lo aveva proclamato difensore, che lo costrinse a rifugiarsi nel feudo di famiglia di Castelnovo di Sotto, ove morì dieci anni più tardi.

## Matrimoni e figli
Si sposò in prime nozze Elena Malaspina, figlia del marchese di Morello Malaspina Mulazzo; in seconde nozze con una principessa Da Camino, probabilmente figlia Riccardo IV, conte di Ceneda e di Sopra e Signore di Treviso, Belluno e Feltre; in terze nozze nel 1312 la figlia Elena Langosco (?-1312) di Langosco Filippone, conte palatino e Imperial Lomellin Langosco, signore di Vercelli e Pavia; infine nel 1314 fu sposo di Engelenda (nota come Maddalena), figlia di Guglielmo Rossi. È proprio per i festeggiamenti del loro fidanzamento del 1314 che il palio di Parma è documentato per la prima volta.
Giberto III ebbe numerosi figli:
- Simone (?-1344), primogenito e condottiero, suo successore
- Azzo (1303-1367), signore di Correggio dal 1321 al 1367
- Vanina, sposò Francesco dei Bonacolsi
- Elisabetta
- Guido IV (?-1345), condottiero
- Giovanni (?-1363)
- Donatella
- Beatrice, sposò Giovanni Pepoli
- Beatrice, sposò Alboino della Scala, signore di Verona
- Donella, sposò Giovanni Fieschi
- Lombardino, figlio naturale, sposò Francesca Canossa

## Ascendenza
|                          |                     |                | Genitori |  |  | Nonni                   |  |  | Bisnonni               |  |
|                          |                     |                |          |  |  | Gherardo V da Correggio |  |  | Giberto I da Correggio |  |
|                          |                     |                |          |  |  | Gherardo V da Correggio |  |  | Giberto I da Correggio |  |
|                          |                     | …              |          |  |  | Gherardo V da Correggio |  |  |                        |  |
| Guido II da Correggio    |                     |                |          |  |  | Gherardo V da Correggio |  |  |                        |  |
|                          |                     | Adelasia Rossi | …        |  |  |                         |  |  |                        |  |
|                          |                     | Adelasia Rossi | …        |  |  |                         |  |  |                        |  |
|                          |                     | Adelasia Rossi | …        |  |  |                         |  |  |                        |  |
| Giberto III da Correggio |                     | Adelasia Rossi |          |  |  |                         |  |  |                        |  |
|                          | Giberto della Gente | …              |          |  |  |                         |  |  |                        |  |
|                          | Giberto della Gente | …              |          |  |  |                         |  |  |                        |  |
|                          | Giberto della Gente | …              |          |  |  |                         |  |  |                        |  |
| Mabilia della Gente      | Giberto della Gente |                |          |  |  |                         |  |  |                        |  |
|                          |                     | …              | …        |  |  |                         |  |  |                        |  |
|                          |                     | …              | …        |  |  |                         |  |  |                        |  |
|                          |                     | …              | …        |  |  |                         |  |  |                        |  |
|                          |                     | …              |          |  |  |                         |  |  |                        |  |